# Тате (1. сезона)
Прва сезона теленовеле Тате премијерно је емитована од 27. јануара до 12. јуна 2020. године и има 88 епизода.

## Улоге
Филип Јуричић, Андреј Шепетковски, Бранко Јанковић, Миљан Прљета, Љубинка Кларић, Јелица Сретеновић, Мики Дамјановић, Ања Алач, Маријана Мићић, Јована Јеловац Цавнић, Ташана Ђорђевић, Катарина Жутић, Соња Колачарић, Тамара Радовановић, Срђан Јовановић, Сташа Николић, Луција Вујовић, Никола Брун, Јован Пауновић, Марко Ковачевић, Гаврило Иванковић, Маша Јовичић, Лука Маркишић и Марија Јовановић су у главној постави.

## Епизоде
| Бр. еп. (укупно) | Бр. еп. (у сезони) | Наслов       | Редитељ                                        | Сценариста     | Премијера         |
| --- | ------------------ | ------------ | ---------------------------------------------- | -------------- | ----------------- |
| 1 | 1                  | Епизода 1.1  | Станко Црнобрња, Влада Алексић и Филип Чоловић | Душан Јанковић | 27. јануар 2020.  |
| Веза за једну ноћ из прошлости, на врата угледног адвоката Петра Малбаше доводи шестогодишњег Болета за ког ни он не зна. Марко чека бебу са новом женом, док његова бивша супруга од њега захтева алиментацију која касни. Тома и његова ћерка Јања досељавају се у Београд у потрагу за новим животом, након смрти Јањине мајке. Влада, који живи у кући поред њих, на то не гледа благонаклоно. Петрова помоћница Ева одбија да се брине о Болету, па је Петар принуђен да крене у потрагу за Болетовом мајком. |                    |              |                                                |                |                   |
| 2 | 2                  | Епизода 1.2  | Станко Црнобрња, Влада Алексић и Филип Чоловић | Душан Јанковић | 28. јануар 2020.  |
| Петар нема појма шта да ради са дететом. Срећом, ту је Ева, која га уписује у вртић у који иду и остала деца из краја. И Томина Јања креће у исти вртић, што Томи тешко пада јер се од смрти њене мајке нису одвајали. На приредби, на којој учествују сва четворица очева, долази до неспоразума и опште туче. Марко је растрзан између учествовања на приредби и Горичиног порођаја. Миона покушава да буде љубазна према новом комшији, али то у Влади изазива општу љубомору. |                    |              |                                                |                |                   |
| 3 | 3                  | Епизода 1.3  | Станко Црнобрња, Влада Алексић и Филип Чоловић | Душан Јанковић | 29. јануар 2020.  |
| Петар не одустаје од идеје да се отараси Болета. Миона се љути на Владу због туче у вртићу. Марко касни на порођај. Сви за дебакл на приредби оптужују Тому, који у сандучету проналази претеће писмо. Миона је убеђена да је писмо написао Влада, са намером да отера Тому због љубоморе. |                    |              |                                                |                |                   |
| 4 | 4                  | Епизода 1.4  | Станко Црнобрња, Влада Алексић и Филип Чоловић | Душан Јанковић | 30. јануар 2020.  |
| Непозната жена уходи четворицу очева. Јања признаје Томи да јој ужасно недостаје мама, али не одустаје од идеје да васпитачица Дуња дође код њих у посету. Влада, Петар и Марко у пицерији славе рођење Марковог и Горичиног сина. За то време, Боле, на којег је Петар потпуно заборавио, проводи време са Евом. Док се Марко бори са недостатком новца за основне бебине потребе, Лола показује неочекивану великодушност и доводи њихове ћерке да упознају малог брата. |                    |              |                                                |                |                   |
| 5 | 5                  | Епизода 1.5  | Станко Црнобрња, Влада Алексић и Филип Чоловић | Душан Јанковић | 31. јануар 2020.  |
| Петар и даље негира одговорност за Болета. Маркове ћерке Горици показују снимак туче са приредбе који је постао виралан, и она схвата да је то разлог што је пропустио порођај. Тома покушава да упозори Владу на понашање његовог најмлађег сина Косте, који је повредио Јању, али Влада пориче озбиљност инцидента. Неочекиван догађај показаће да је живот врло непредвидив и да лош почетак не мора да значи да људи не могу да буду добри једни према другима. Дуња уверава Тому да ће Јања бити добро и да ће се спријатељити са Костом, док је Миона бесна на Владу што га не казни за лоше понашање. Ема посећује Горицу у болници, упркос томе што годинама не разговарају. Влада наставља да потцењује Миону и прави планове о преуређењу гараже, без њеног знања. |                    |              |                                                |                |                   |
| 6 | 6                  | Епизода 1.6  | Станко Црнобрња, Влада Алексић и Филип Чоловић | Душан Јанковић | 3. фебруар 2020.  |
| Заводник Петар одводи девојку својој кући с намером да заврше у кревету, али план пропада кад се Петар освести и схвати ад је заборавио на Болета. Рат око имена за сина и даље траје. Док Горица сина зове Габријел, за Марка је он Матија. Као последњи аргумент у расправи Марко потеже породичну традицију. Претеће писмо упућено Томи поново је на дневном реду у Владиној кући. Ипак, овог пута болну тему не покреће ни Влада ни Миона, већ њихов син. |                    |              |                                                |                |                   |
| 7 | 7                  | Епизода 1.7  | Станко Црнобрња, Влада Алексић и Филип Чоловић | Душан Јанковић | 4. фебруар 2020.  |
| Боле је нестао. Ема сумња да је дечак чуо како се она и Петар расправљају око његовог одласка у дом. Крећу у потрагу. Тома и ћерка Јања остају без текста кад открију да је неко преуредио њену собу. Коначно се појављује креаторка ентеријера - бака. Влада доводи синове код Томе да кажу истину. |                    |              |                                                |                |                   |
| 8 | 8                  | Епизода 1.8  | Станко Црнобрња, Влада Алексић и Филип Чоловић | Душан Јанковић | 5. фебруар 2020.  |
| Иако је дошло до примирја, Влада проналази начин да поново нешто замери Томи. Сада му је његова ветеринарска ординација прст у оку. И није једини коме то сметају мачке, пси и друге животиње. Петар случајно сазнаје од Болета да он има баку. Синуће му нова идеја како да се отараси клинца. |                    |              |                                                |                |                   |
| 9 | 9                  | Епизода 1.9  | Станко Црнобрња, Влада Алексић и Филип Чоловић | Душан Јанковић | 6. фебруар 2020.  |
| Влада је решио да комшији Томи стави катанац на ветеринарску ординацију. Да би спровео план активираће комшије, али и своју децу. Невидљивог сарадника има и у Томиној ташти која чини све да зет престане да се бави тим послом. Горица и тек су стигли кући, али је њу ухватила паника због бебе. Брине је кад плаче, а брине је и када не плаче... |                    |              |                                                |                |                   |
| 10 | 10                 | Епизода 1.10 | Станко Црнобрња, Влада Алексић и Филип Чоловић | Душан Јанковић | 7. фебруар 2020.  |
| Већ помахнитао од неспавања Марко лаже Горицу да мора на пробу у позориште. Успева да се извуче од узнемирене новопечене маме и бежи у стан своје деце да би ухватио који сат сна. Кад га на телефон позове Горица, јавиће се његова ћерка Ива. Лопов упада у Томину ординацију и краде стерилизатор. Стиже и полиција! |                    |              |                                                |                |                   |
| 11 | 11                 | Епизода 1.11 | Станко Црнобрња, Влада Алексић и Филип Чоловић | Душан Јанковић | 10. фебруар 2020. |
| Полиција сумња да је Томину ветеринарску амбуланту опљачкао неко ко му је познат. Сенка сумње прво пада на Владу који је непосредно пре тога покренуо петицију да се затвори штенара. Марко и Миона откривају зашто је Горица одједном почела да цвркуће, а била је хистерична након порођаја. |                    |              |                                                |                |                   |
| 12 | 12                 | Епизода 1.12 | Станко Црнобрња, Влада Алексић и Филип Чоловић | Душан Јанковић | 11. фебруар 2020. |
| Упркос томе што је обећао, Петар намерава малог Болета да остави у дому. Горица добија нервни слом када закочена колица у којима је беба полете, и то док она прави селфи. Инспектор долази у Владину кућу, али не код Владе, него код Мионе. У име старих времена. |                    |              |                                                |                |                   |
| 13 | 13                 | Епизода 1.13 | Станко Црнобрња, Влада Алексић и Филип Чоловић | Душан Јанковић | 12. фебруар 2020. |
| После Владиних тешких и увредљивих речи, Миона напушта породицу и невољно се пресељава код Лоле, бар на пар дана. Петра зауставља полиција. Његов покушај да заведе полицајку , само ће му навући на врат још више проблема, а чињеница да не може да објасни чије је дете, погоршаће ситуацију. Петров случај преузима инспектор који је посећивао Миону и тражи да му врати услугу. |                    |              |                                                |                |                   |
| 14 | 14                 | Епизода 1.14 | Станко Црнобрња, Влада Алексић и Филип Чоловић | Душан Јанковић | 13. фебруар 2020. |
| Влада сазнаје где му је жена побегла и избезумљен долази код Лоле у стан. Лола је шокирана када чује шта ће све Влада рећи. Однос између Томе и Дуње се развија. Упркос томе што је првобитно желео да удаљи Јању од Дуње, Тома не успева да заузда страст према њој. |                    |              |                                                |                |                   |
| 15 | 15                 | Епизода 1.15 | Станко Црнобрња, Влада Алексић и Филип Чоловић | Душан Јанковић | 14. фебруар 2020. |
| Тома добија у писму фотографију на којој је снимљен страсни пољубац. И Тврди, који је иначе љубоморан, испитује Дуњу о њеном односу са Томом. Инспектор, бивши кум, долази Влади на ноге. Незгодни Влада наставља са претњама, на које инспектор не обраћа пажњу. Петар верује да кум Влади жели нешто да смести. |                    |              |                                                |                |                   |
| 16 | 16                 | Епизода 1.16 | Станко Црнобрња, Влада Алексић и Филип Чоловић | Душан Јанковић | 17. фебруар 2020. |
| Јањина бака добија потврду од лекара да је алергична на псе и захтева да се пас избаци из куће. Јања је несрећна кад сазна и има решење да бака иде. Тома и Дуња су у недефинисаном односу, али Тврди прелази у офанзиву. Долази код Томе и саопштава му да је запросио Дуњу и да је она пристала. |                    |              |                                                |                |                   |
| 17 | 17                 | Епизода 1.17 | Станко Црнобрња, Влада Алексић и Филип Чоловић | Душан Јанковић | 18. фебруар 2020. |
| На Дуњину срдачност и позив на кафу и колаче, Тома одговара кратко стављајући јој до знања да зна да се верила за Тврдог. Лола диже панику јер се ћерка после семинара није појавила код Марка. Одлучују да заједно оду у полицију и нестанак пријаве инспектору Радићу. Влада добија фотку на којој је Миона у веселом расположењу са чашицом. |                    |              |                                                |                |                   |
| 18 | 18                 | Епизода 1.18 | Станко Црнобрња, Влада Алексић и Филип Чоловић | Душан Јанковић | 19. фебруар 2020. |
| Миона се враћа кући на чашицу разговора, али јој Влада спочитава кафанску чашицу. Петар је пресрећан јер се јавила Болетова мама. Сазнао је све што га је занимало у вези малог. Али му други проблем виси над главом - инспектор Радић. |                    |              |                                                |                |                   |
| 19 | 19                 | Епизода 1.19 | Станко Црнобрња, Влада Алексић и Филип Чоловић | Душан Јанковић | 20. фебруар 2020. |
| Јања и даље тугује за псом и предлаже да Дуњу укључе у потрагу. Пса проналазе Владина деца, али их он слаже да му је подметнут. Да би остварила свој план да дође до читавог плаца, Горица прелази у акцију и предлаже Миони да се врати Влади. Када јој то не успе, Горица се обраћа својој сестри адвокатици да је притера уз зид. |                    |              |                                                |                |                   |
| 20 | 20                 | Епизода 1.20 | Станко Црнобрња, Влада Алексић и Филип Чоловић | Душан Јанковић | 21. фебруар 2020. |
| Миона креће на психотерапију како би решила своје емотивне проблеме. Петар сазнаје да је Ема послала његове и Болетове узорке на ДНК анализу без његовог знања. То је кап која прелива чашу, због које Ема добија отказ. |                    |              |                                                |                |                   |
| 21 | 21                 | Епизода 1.21 | Станко Црнобрња, Влада Алексић и Филип Чоловић | Душан Јанковић | 24. фебруар 2020. |
| Тате су на фудбалском терену у обданишту где се одиграва хуманитарни меч, али у зао час стиже Томина мама. Она није једина која ће се побринути за Тому, већ је ту и комшиница Зорица која му се отворено набацује у дослуху са његовом таштом. |                    |              |                                                |                |                   |
| 22 | 22                 | Епизода 1.22 | Станко Црнобрња, Влада Алексић и Филип Чоловић | Душан Јанковић | 25. фебруар 2020. |
| Иако Петар пребацује Еми што је под његовим именом тражила да се уради ДНК анализа, она не посустаје, већ га упознаје са чињеницама које је открила кад је отишла да посети малог Болета. Тома упозорава мајку да се чува његове таште Руже која је спремна да направи разне смицалице. Зорица покушава да поново освоји Тому и да сазна у кога је заљубљен. |                    |              |                                                |                |                   |
| 23 | 23                 | Епизода 1.23 | Станко Црнобрња, Влада Алексић и Филип Чоловић | Душан Јанковић | 26. фебруар 2020. |
| Марко открива Петру да му жене загорчавају живот, а да су главне актерке између којих је заглављен Миона и Горица. Петар одбија да отвори писмо у ком су резултати ДНК теста, а демонстративно Влада спаљује писмо. Тома проналази таштин телефон са порукама удварача. |                    |              |                                                |                |                   |
| 24 | 24                 | Епизода 1.24 | Станко Црнобрња, Влада Алексић и Филип Чоловић | Душан Јанковић | 27. фебруар 2020. |
| Мионин повратак кући није био дугог века. После првог неспоразума са Владом, пакује ствари и враћа се код Лоле. Петар жели да му се Ема врати, али она одбија његову понуду. Он одлучује да оде до села Болетове баке и утврди каква је ситуација и затиче сенилну госпођу која нема појма где је Боле. Марко добија задатак да врати Хорација кући, али сплетом околности налеће на полицајку која препознаје пса са огласа. |                    |              |                                                |                |                   |
| 25 | 25                 | Епизода 1.25 | Станко Црнобрња, Влада Алексић и Филип Чоловић | Душан Јанковић | 28. фебруар 2020. |
| Марко враћа Хорација Томи. Мала Јања је пресрећна. Томина мајка се опрашта од свих и враћа се кући, саветујући Тому да се чува Руже. Петар успева да врати Болета кући и помири се с тим да је отац малог дечака. Ипак, правила која Петар уводи малом Болету се дечаку нимало не допадају. |                    |              |                                                |                |                   |
| 26 | 26                 | Епизода 1.26 | Станко Црнобрња, Влада Алексић и Филип Чоловић | Душан Јанковић | 2. март 2020.     |
| Дуња сумња да је Коки видео насилно понашање код куће. Због озбиљности ситуације, Миона се враћа кући и предлаже Влади да крену на брачно саветовање. Петар не може да изађе на крај са клијентима и Болетом и позива Ему у помоћ. |                    |              |                                                |                |                   |
| 27 | 27                 | Епизода 1.27 | Станко Црнобрња, Влада Алексић и Филип Чоловић | Душан Јанковић | 3. март 2020.     |
| Петар покушава да нађе праву бебиситерку за Болета, а Ема саопштава сестри да намерава да оде у иностранство. Дуњин дечко директно прети Томи: Ако не буде оставио Дуњу, летеће перје! |                    |              |                                                |                |                   |
| 28 | 28                 | Епизода 1.28 | Станко Црнобрња, Влада Алексић и Филип Чоловић | Душан Јанковић | 4. март 2020.     |
| Мали Боле и даље кука за Емом иако је за њега та прича завршена. Миона и Влада крећу на психотерапију. Дуња долази до Томе и упркос љубоморном веренику Тврдом, јасно му ставља до знања да јој се свиђа и да не жели да га изгуби. |                    |              |                                                |                |                   |
| 29 | 29                 | Епизода 1.29 | Станко Црнобрња, Влада Алексић и Филип Чоловић | Душан Јанковић | 5. март 2020.     |
| Ружа пресреће Тврдог и тражи да јој помогне око неког послића који ће му се вишеструко исплатити. Ема је дефинитивно решила да отпутује за Беч и долази да се поздрави са малим Болетом. Петар је изненађен кад је затекне у стану. |                    |              |                                                |                |                   |
| 30 | 30                 | Епизода 1.30 | Станко Црнобрња, Влада Алексић и Филип Чоловић | Душан Јанковић | 6. март 2020.     |
| Влада и Миона настављају терапију код психотерапеуткиње која све више иритира Владу. Ружа у поверењу прича Тврдом да је видела његову вереницу Дуњу у загрљају с Томом. Петар коначно схвата да мора да спречи Ему да отпутује. |                    |              |                                                |                |                   |
| 31 | 31                 | Епизода 1.31 | Станко Црнобрња, Влада Алексић и Филип Чоловић | Душан Јанковић | 9. март 2020.     |
| Петар је дао оглас за бебиситерку, али ону која би Ема изабрала не би задовољавала Петрове критеријуме. Горица открива да има вашке и моментално сумња да су јој у кућу стигле од Лолиних ћерки. Коки је чуо да су га мама и тата помињали у расправи и да је она рекла да не жели треће дете. Миона је у проблему. |                    |              |                                                |                |                   |
| 32 | 32                 | Епизода 1.32 | Станко Црнобрња, Влада Алексић и Филип Чоловић | Душан Јанковић | 10. март 2020.    |
| Тома не може више да трпи Ружино понашање. Нуди јој избор: да она оде или ће он отићи са Јањом. Влада отвара душу Марку. У сузама признаје да не зна зашто му се све то дешава кад је увек био веран. Еми се никако не свиђа нова бебиситерка и решена је да је отпусти. |                    |              |                                                |                |                   |
| 33 | 33                 | Епизода 1.33 | Станко Црнобрња, Влада Алексић и Филип Чоловић | Душан Јанковић | 11. март 2020.    |
| Пред Еминим ултиматумом Петар попушта и отпушта бебиситерку са којом се толико зближио да јој је пренео вашке. Без Мионе, мушкарци се сами организују. Бака Ружин удварач прелази линију лепог понашања. |                    |              |                                                |                |                   |
| 34 | 34                 | Епизода 1.34 | Станко Црнобрња, Влада Алексић и Филип Чоловић | Душан Јанковић | 12. март 2020.    |
| Сва деца у обданишту су добила вашке. Влада ставља препарате на главу својим синовима, а Петар добија личног фризера, Емину тетку која ће пазити на малог Болета. И Јања има вашке, што је разлог да Тома позове Ружу да остане. |                    |              |                                                |                |                   |
| 35 | 35                 | Епизода 1.35 | Станко Црнобрња, Влада Алексић и Филип Чоловић | Душан Јанковић | 13. март 2020.    |
| Када Горица чује да је Ема довела тетку Јагоду да чува Болета, биће згрожена јер је се она и дан-данас боји. Тома од Јање чује дефиницију маћехе и може наслутити ко је томе научио. Када Влада схвати да је Тома дошао у пицерију, потпуно ће се избезумити. |                    |              |                                                |                |                   |
| 36 | 36                 | Епизода 1.36 | Станко Црнобрња, Влада Алексић и Филип Чоловић | Душан Јанковић | 16. март 2020.    |
| После бурне, пијане ноћи са момцима у пицерији, Тома се враћа кући пијан и говори Ружи оно што трезан мисли. Влада и Миона заоштравају односе. Мали Боле признаје Петру да се плаши Јагоде и да неће више да га она чува. Болетову молбу Петар не може да игнорише. |                    |              |                                                |                |                   |
| 37 | 37                 | Епизода 1.37 | Станко Црнобрња, Влада Алексић и Филип Чоловић | Душан Јанковић | 17. март 2020.    |
| Ема, Петар и Боле заједничким снагама траже нову бебиситерку. Али, изгледа да и Боле има сличне критеријуме као његов тата. Горица најављује Марку да ће имати муштерију полицајца. Први који залази у њен импровизовани салон је инспектор Радић. Миона је конкурисала за један посао и позвана је на интервју. |                    |              |                                                |                |                   |
| 38 | 38                 | Епизода 1.38 | Станко Црнобрња, Влада Алексић и Филип Чоловић | Душан Јанковић | 18. март 2020.    |
| Миона се увелико припрема за разговор за посао, а Горица и Марко за прославу Матијиног рођендана. Влада бодри своје момке који ће му бити главни помагачи на слављу у пицерији. Сусрет Томе и Дуње неће проћи незапажено. |                    |              |                                                |                |                   |
| 39 | 39                 | Епизода 1.39 | Станко Црнобрња, Влада Алексић и Филип Чоловић | Душан Јанковић | 19. март 2020.    |
| Горица не прихвата да њени гости на прослави Матијиног рођења једу пице и наручује екстра специјалитете. Миона је коначно спремна да оде на разговор за посао, али је тамо чека изненађење. Тома и Дуња се поверавају једно другом све чешће, а такав призор интимности затиче Тврди. |                    |              |                                                |                |                   |
| 40 | 40                 | Епизода 1.40 | Влада Алексић и Филип Чоловић                  | Душан Јанковић | 20. март 2020.    |
| На прославу Матијиног рођендана стижу и пожељни и непожељни гости. Међу првима на списку непожељних су Лола и Миона. Стиже и Ема у непрепознатљивом издању, а њен нови стајлинг ће одмах запазити Петар. |                    |              |                                                |                |                   |
| 41 | 41                 | Епизода 1.41 | Влада Алексић и Филип Чоловић                  | Душан Јанковић | 24. март 2020.    |
| Прослава Матијиног рођендана се, бар по Горичином схватању, потпуно отела контроли. Као шлаг на торту, стиже и инспектор Радић са својим пратиоцем. Влада остаје у шоку када види кума са којим је на ратној нози, а велику зебњу инспектор уноси и Петру који се боји могућег избацивања из адвокатске коморе. |                    |              |                                                |                |                   |
| 42 | 42                 | Епизода 1.42 | Влада Алексић и Филип Чоловић                  | Душан Јанковић | 25. март 2020.    |
| После прославе Матијиног рођења, сви су понели своје утиске. Петар је убеђен да ће инспектор Радић да га уцењује, Горица је разочарана, Ружа спремна да пребаци зету да је попио превише, а инспектор Радић надахнут да утиске о два Мионина погледа забележи диктафоном. |                    |              |                                                |                |                   |
| 43 | 43                 | Епизода 1.43 | Влада Алексић и Филип Чоловић                  | Душан Јанковић | 26. март 2020.    |
| Томин паук шета по Владином стану и свима задаје муке. Док га Тома, Влада и Петар дозивају специјалним звуцима, ташта Ружа и Тврди шире приче о Томиној нестручности где год стигну. Дуња ће поново морати да одреагује. |                    |              |                                                |                |                   |
| 44 | 44                 | Епизода 1.44 | Влада Алексић и Филип Чоловић                  | Душан Јанковић | 27. март 2020.    |
| Уместо да убеди људе да купе миксер који продаје, Миона им кришом дошаптава да је производ лош. Рибање код газде је неминовно. Прича о пауку који шета градом се брзо раширила, а Горица је посебно узнемирена. У једној репортажи која се снима у Лолином вртићу биће забележен загрљај Томе и Дуње, који се може протумачити на различите начине. |                    |              |                                                |                |                   |
| 45 | 45                 | Епизода 1.45 | Влада Алексић и Филип Чоловић                  | Душан Јанковић | 31. март 2020.    |
| Тому приводи полиција јер је одговоран што му је побегао опасан паук. У међувремену, Влада и његов син успевају да шчепају дивљу животињу. Миона има задатак да прода још више производа. Јавља јој се непознати који би да купи све производе, баш од ње. камере су забележиле и више се ништа не може исправити, тако да снимак загрљаја Томе и Дуње доспева до Тврдог. |                    |              |                                                |                |                   |
| 46 | 46                 | Епизода 1.46 | Влада Алексић и Филип Чоловић                  | Душан Јанковић | 1. април 2020.    |
| Миона наставља разговор са непознатим клијентом, упркос упозорењу газде и његовом обећању да ће онај ко се потруди да прода одређен број производа добити бонус. Петар полако леже на руду у вези признања Болета, а Тврди прави нову љубоморну сцену Дуњи. |                    |              |                                                |                |                   |
| 47 | 47                 | Епизода 1.47 | Влада Алексић и Филип Чоловић                  | Душан Јанковић | 2. април 2020.    |
| Петар све више сумња да је на мети уцене инспектора Радића који своје прве тајне открива психотерапеуткињи. Миона је на вези са непознатим клијентом и када му саопшти да ће добити отказ ако не прода одређен број производа, он одлучује да купи четири пута више, само да она остане. |                    |              |                                                |                |                   |
| 48 | 48                 | Епизода 1.48 | Влада Алексић и Филип Чоловић                  | Душан Јанковић | 3. април 2020.    |
| Дуња очитава лекцију Тврдом због његових љубоморних испада. Миона даје свој приватни број телефона супер купцу и он јој се ускоро јавља и позива је да се виде. Код Томе стиже жена испред Центра за социјални рад, која жели да насамо поразговара са његовом кћерком. |                    |              |                                                |                |                   |
| 50 | 50                 | Епизода 1.50 | Влада Алексић и Филип Чоловић                  | Душан Јанковић | 8. април 2020.    |
| Када прочита писмо које је Влада написао, Миона ће се потпуно распилавити. То је одличан тренутак да клинци наставе акције помирења својих родитеља. Петар је одлучио, неће да врати сина Тијани, али ни она неће да се одрекне Болета. |                    |              |                                                |                |                   |
| 51 | 51                 | Епизода 1.51 | Влада Алексић и Филип Чоловић                  | Душан Јанковић | 9. април 2020.    |
| Томи се гомилају проблеми, а највећи му је социјална радница, која не одустаје од идеје да га прогласи неподобним оцем. Тврди добија лекцију од Симче и одлази да се похвали Дуњи. Лола наговара Миону да се види са непознатим. |                    |              |                                                |                |                   |
| 52 | 52                 | Епизода 1.52 | Влада Алексић и Филип Чоловић                  | Душан Јанковић | 10. април 2020.   |
| Боле има високу температуру, и Петар не зна шта да ради. За то време, Ружа наговара Болетову мајку да што пре узме сина Петру јер је у тој кући легло неморала. Миона креће на састанак наслепо, али је испред куће затиче Влада. |                    |              |                                                |                |                   |
| 53 | 53                 | Епизода 1.53 | Влада Алексић и Филип Чоловић                  | Душан Јанковић | 14. април 2020.   |
| Влада и Миона покушавају да обнове везу, мада је Влада схватио да је Мионин главни проблем недостатак секса. Тома размишља о повратку на село, али када то саопшти Дуњи, изненадиће га њен одговор. Петар се озбиљно разболео и принуђен је да се лечи. За то време Тијана кује план како да се домогне Болета. |                    |              |                                                |                |                   |
| 54 | 54                 | Епизода 1.54 | Влада Алексић и Филип Чоловић                  | Душан Јанковић | 15. април 2020.   |
| Тома саопштава Ружи да се враћа на Златибор и да наравно води и Јању. Ова вест ће изнервирати Ружу, али ће обрадовати Тврдог. Петар има високу температуру и бунца. У том стању, он изјављује љубав Еми. |                    |              |                                                |                |                   |
| 55 | 55                 | Епизода 1.55 | Влада Алексић и Филип Чоловић                  | Душан Јанковић | 16. април 2020.   |
| Тома одлучује да се пресели на Златибор. У тренутку љубоморе Твди ће му погрдне речи сасути у лице, а Тома ће физички узвратити. За то време, Ружа користи прилику да учини све да Јања не оде. |                    |              |                                                |                |                   |
| 56 | 56                 | Епизода 1.56 | Влада Алексић и Филип Чоловић                  | Душан Јанковић | 17. април 2020.   |
| Петар се извињава Еми због онога што јој је под температуром говорио. Томин повратак на село се све више доводи у питање. Јања је незадовољна јер ће изгубити другаре, и почиње да прави сцене. Тијана покушава да нађе начин да узме Болета, док он искушава Петра да би сазнао шта мисли о његовој мами. |                    |              |                                                |                |                   |
| 57 | 57                 | Епизода 1.57 | Влада Алексић и Филип Чоловић                  | Душан Јанковић | 21. април 2020.   |
| Миона доводи свог шефа у Владину пицерију да прославе њено евентуално унапређење. Влада је сумњичав према шефу и мисли да Миона има нешто са њим. Зато решава да му заљути пицу и да ужива у осветничком призору. Тома саопштава Јањи да се неће селити из Београда. |                    |              |                                                |                |                   |
| 58 | 58                 | Епизода 1.58 | Влада Алексић и Филип Чоловић                  | Душан Јанковић | 22. април 2020.   |
| Пеки има озбиљан проблем са школским барабама који му траже паре. Покушава да измоли Миону да му да 200 евра. После немилих догађаја у пицерији, Миона очекује да ће јој шеф дати отказ. |                    |              |                                                |                |                   |
| 59 | 59                 | Епизода 1.59 | Влада Алексић и Филип Чоловић                  | Душан Јанковић | 23. април 2020.   |
| Ружа и Болетова бака развијају стратегију како да Болета врате мајци. Има ту више корака које ће бака запамтити и саопштити унуци. Петар открива ко су клинци који прете Пекију и почиње да им прети. |                    |              |                                                |                |                   |
| 60 | 60                 | Епизода 1.60 | Влада Алексић и Филип Чоловић                  | Душан Јанковић | 23. април 2020.   |
| Усред вртића, почиње да варничи између Томе и Тврдог. Кад му Tома одбруси, Тврди ће покушати песницама да узврати. Петар открива да су силеџије које прете Пекију мамини и татини синови и претње се настављају. |                    |              |                                                |                |                   |
| 61 | 61                 | Епизода 1.61 | Влада Алексић и Филип Чоловић                  | Душан Јанковић | 28. април 2020.   |
| Марко је пресрећан, коначно је добио улогу у позоришту, што његова женица Лоли представља као главну улогу. Миона оптужује Владу да је њеном шефу избушио гуме. Кад се Лола буде занимала за Дуњино венчање, добиће неочекиван одговор. |                    |              |                                                |                |                   |
| 62 | 62                 | Епизода 1.62 | Влада Алексић и Филип Чоловић                  | Душан Јанковић | 29. април 2020.   |
| Марко схвата да улога коју је прижељкивао није баш уобичајена. Петар и даље не може да се ослободи сентименталности. Асоцијације које инспектор Радић открива својој психотерапеуткињи ће је збунити. |                    |              |                                                |                |                   |
| 63 | 63                 | Епизода 1.63 | Влада Алексић и Филип Чоловић                  | Душан Јанковић | 30. април 2020.   |
| Ема смишља масну лаж да би по ко зна који пут спасила Петра Малбашу. Марко увежбава нову улогу - дивокозу са крилима лептира. Ивин инстаграм профил је под знаком питања, откад су се појавиле провокативне фотографије. |                    |              |                                                |                |                   |
| 64 | 64                 | Епизода 1.64 | Влада Алексић и Филип Чоловић                  | Душан Јанковић | 1. мај 2020.      |
| Марко је збуњен јер не зна да ли Ива вежба да би постала стриптизета. Инспектор Радић открива своје сексуалне проблеме. Дуња посећује Тому у његовој амбуланти, а на помен Тврдог њено лице ће се смрачити. |                    |              |                                                |                |                   |
| 65 | 65                 | Епизода 1.65 | Влада Алексић и Филип Чоловић                  | Душан Јанковић | 5. мај 2020.      |
| Лола је избезумљена када чује колико је људи видело Ивину слику на друштвеним мрежама. Петра излуђују љубавни проблеми, док Миони познаник преко жице ставља до знања да жели да је види негде где их нико неће затећи. |                    |              |                                                |                |                   |
| 66 | 66                 | Епизода 1.66 | Влада Алексић и Филип Чоловић                  | Душан Јанковић | 6. мај 2020.      |
| Горица саветује Иву да мами нађу дечка да би је она оставила на миру, док с друге стране Дуња теши своју нову пријатељицу, психотерапеуткињу. Болетова прабака почиње да схвата да се њена унука увалила у гадан сос. |                    |              |                                                |                |                   |
| 67 | 67                 | Епизода 1.67 | Влада Алексић и Филип Чоловић                  | Душан Јанковић | 7. мај 2020.      |
| Лола је открила да јој је Ива отворила отворила профил на сајту за упознавање. Ива јој објашњава да је тај сајт врло озбиљан и да она има већ више од 20 мушкараца који би хтели са њом да се друже. Када Лола угледа профилну фотографију коју су јој поставили, наступа изненађење! |                    |              |                                                |                |                   |
| 68 | 68                 | Епизода 1.68 | Влада Алексић и Филип Чоловић                  | Душан Јанковић | 8. мај 2020.      |
| Ива и Лола заједно прегледају удвараче на сајту за упознавање. Лоли за око запада научник. Тома хоће да тужи Тврдог јер сумња да је бацао отров. Дуња стаје у одбрану свог вереника. |                    |              |                                                |                |                   |
| 69 | 69                 | Епизода 1.69 | Влада Алексић и Филип Чоловић                  | Душан Јанковић | 12. мај 2020.     |
| Лола се спрема за дејт са Радојицом, а Миона је још увек под утиском због сусрета са инспектором Радићем. Марко има окршај са Тврдим - ко ће извући дебљи крај? |                    |              |                                                |                |                   |
| 70 | 70                 | Епизода 1.70 | Влада Алексић и Филип Чоловић                  | Душан Јанковић | 13. мај 2020.     |
| Петру стижу резултати, али нема храбрости да их одмах отвори. Горица жели да промени Ему, али као и увек она спас и бег од сестре налази у послу. Ива сазнаје да је Сретен мувао другу девојку. |                    |              |                                                |                |                   |
| 71 | 71                 | Епизода 1.71 | Влада Алексић и Филип Чоловић                  | Душан Јанковић | 14. мај 2020.     |
| Дуња не жели више да контактира са Томом, јер сматра да је он љубоморан на Тврдог. Лола одлази на састанак са Влатком. Миона одводи Фикија на час шаха, а тамо је чека непријатно изненађење. Ема сазнаје да је Петар спавао са њеном сестром. |                    |              |                                                |                |                   |
| 72 | 72                 | Епизода 1.72 | Влада Алексић и Филип Чоловић                  | Душан Јанковић | 15. мај 2020.     |
| Ема не може да сакрије љубомору након сазнања да су Горица и Петар спавали, што примећују и њих двоје. Након што призна Лоли да му се допада, Влатко примећује да их неко посматра све време. Влада долази на посао код Мионе, али она није тамо. |                    |              |                                                |                |                   |
| 73 | 73                 | Епизода 1.73 | Влада Алексић и Филип Чоловић                  | Душан Јанковић | 19. мај 2020.     |
| Марко моли Лолу за помоћ. Ема одлази у вртић по Болета и тамо среће Ковиљку. Горица је и даље под стресом јер не зна да ли Петар има шугу или не. Миона трпи критике на послу. |                    |              |                                                |                |                   |
| 74 | 74                 | Епизода 1.74 | Влада Алексић и Филип Чоловић                  | Душан Јанковић | 20. мај 2020.     |
| Дуња одбија Јањин позив да се дружи са њом и Томом. Влада жели да води Фикија на часове шаха и да упозна тренера. Марко тражи Петру списак жена са којима је спавао. Ружа припрема изненађење за Тому и Јању. Лола је смислила план како да остане сама у стану и ужива са гуруом Влатком. |                    |              |                                                |                |                   |
| 75 | 75                 | Епизода 1.75 | Влада Алексић и Филип Чоловић                  | Душан Јанковић | 21. мај 2020.     |
| Понет Горичином тврдњом, Петар пита Ему да ли је заљубљена у њега. Ива и Пеки планирају журку у дому Бамбуловића. Тома тугује за покојном супругом и признаје мајци да се осећа одговорним за њену смрт. Влада сазнаје да инспектор Радић држи часове шаха, а Петар има занимљиву посету. |                    |              |                                                |                |                   |
| 76 | 76                 | Епизода 1.76 | Влада Алексић и Филип Чоловић                  | Душан Јанковић | 22. мај 2020.     |
| Разочарана Влатковим одбијањем, Лола се јада Миони. Влада, слуђен сазнањем да су Миона и инспектор Радић у контакту, заборавља на обавезе у пицерији. Пламен страсти се поново разбуктава између Марка и Лоле. Ема одбија да чува Болета, иако јој Петар нуди двоструко више новца за то. Тома и Дуња се и даље не разумеју. |                    |              |                                                |                |                   |
| 77 | 77                 | Епизода 1.77 | Влада Алексић и Филип Чоловић                  | Душан Јанковић | 26. мај 2020.     |
| Дуњина мајка одлази код Томе у ординацију. Лолино енергетско поље одбија Влатка од ње и он јој признаје да живи у целибату. Миона одлази на разговор код инспектора Радића са намером да сазна шта се крије иза његове и Владине свађе. Ема открива Петру да има дечка, али он не верује да је то истина. |                    |              |                                                |                |                   |
| 78 | 78                 | Епизода 1.78 | Влада Алексић и Филип Чоловић                  | Душан Јанковић | 27. мај 2020.     |
| Тома одлази код Дуње и говори јој да га је посетила њена мајка. Горица прима позив из банке, али не разуме шта јој говори службеница. Тијана се вратила са пута и бака Ковиљка јој препричава шта се све догађало док је није било, између осталог и да су је звали непознати људи да је упозоре да пази. Фики жели да иде на шах, али Влада не жели ни да чује. Лола свира крај - готово је са Влатком. Ема моли Озрена да јој помогне. |                    |              |                                                |                |                   |
| 79 | 79                 | Епизода 1.79 | Влада Алексић и Филип Чоловић                  | Душан Јанковић | 28. мај 2020.     |
| Петар упознаје Озрена, али и даље није убеђен да је он Емин дечко. Како би им доскочио, запошљава Озрена у својој канцеларији као асистента. Горица одлази код Гавре са намером да сазна зашто Марко не може да добије потврду за банку. Инспектор Радић тражи од Мионе још једну шансу за разговор. Тома и Дуња прелазе границу. Тијана саопштава Петру да поново мора да нестане. |                    |              |                                                |                |                   |
| 80 | 80                 | Епизода 1.80 | Влада Алексић и Филип Чоловић                  | Душан Јанковић | 29. мај 2020.     |
| Лола захтева од Иве да јој избрише профил на сајту за упознавање. Дуња и Тома су збуњени после пољупца, не могу да дефинишу осећања. Марко коначно има премијеру представе, али Горица упрска ствар кад му пожели срећу. Пекију је потребна помоћ да би завршио домаћи задатак, али Влада не уме да му помогне, а Миона је недоступна - на састанку је са инспектором Радићем. |                    |              |                                                |                |                   |
| 81 | 81                 | Епизода 1.81 | Влада Алексић и Филип Чоловић                  | Душан Јанковић | 2. јун 2020.      |
| Марко ужива као велика звезда након представе, али његови пријатељи нису разумели о чему се заправо ради у представи. Озрен признаје Еми да је заљубљен у њу. Мионин шеф долази код Владе и говори му да је стекао утисак да Миона одустаје од брака. Дуња мора хитно да одведе маму код лекара. Лола схвата да Дуња лаже када њена мајка дође у вртић, али је покрива. Горица упознаје Озрена и не може да верује да Ема има дечка. |                    |              |                                                |                |                   |
| 82 | 82                 | Епизода 1.82 | Влада Алексић и Филип Чоловић                  | Душан Јанковић | 3. јун 2020.      |
| Влада је припремио вечеру како би изненадио Миону, али она схвата да је све то због инспектора Радића. Дуња се налази између две ватре - с једне стране су Тврди и венчање, а са друге стоје Тома и љубав која се распламсава. Пеки одводи Фикија на час шаха, без знања родитеља. Боле жели да проведе вече са Петром и Емом, а и Петру се свиђа та идеја. |                    |              |                                                |                |                   |
| 83 | 83                 | Епизода 1.83 | Влада Алексић и Филип Чоловић                  | Душан Јанковић | 4. јун 2020.      |
| Петар не верује да су Ема и Озрен заиста у вези, али доживљава непријатно изненађење када их затекне да се љубакају у његовој канцеларији. Миона жели да се виђа са другим људима и та информација оставља Владу без текста. Распламсава се љубав између Томе и Дуње, а буја и притисак у Дуњиној глави. Миона признаје Радићу да мисли на њега. |                    |              |                                                |                |                   |
| 84 | 84                 | Епизода 1.84 | Влада Алексић и Филип Чоловић                  | Душан Јанковић | 5. јун 2020.      |
| Марко се хвали Лоли да је добио кредит, а она шокирана покушава да га наговори да тај новац одмах врати. Иако је деловало немогуће, Озрен успева да заврши посао који му је Петар задао. Влада и инспектор Радић срећу се у кафићу и након кратког разговора Здравко одлучује да прекине сваки контакт са Мионом. Дуњина мајка открива да се Дуња виђа са Томом. |                    |              |                                                |                |                   |
| 85 | 85                 | Епизода 1.85 | Влада Алексић и Филип Чоловић                  | Душан Јанковић | 9. јун 2020.      |
| Кад угледа мајку на поду, Тома је одмах води код лекара. Ема провоцира Петра да је љубоморан на Озрена, али он не пада на провокацију. Марко говори Горици како ће да врати кредит, али ипак одустаје од те намере - жели да гради кућу. Озрен жели праву везу са Емом. У кући Бамбуловића је хаос. |                    |              |                                                |                |                   |
| 86 | 86                 | Епизода 1.86 | Влада Алексић и Филип Чоловић                  | Душан Јанковић | 10. јун 2020.     |
| Здравко никако не може да заборави шта му је Влада рекао. Та реченица му се урезала, боли га, због ње је рекао Миони да више не треба да се виђају. Колико га то тишти откриће у сузама својој психотерапеуткињи. После разговора са татом и сазнања да је у животу правио болне резове, Дуња доноси коначну одлуку - биће са Томом. |                    |              |                                                |                |                   |
| 87 | 87                 | Епизода 1.87 | Влада Алексић и Филип Чоловић                  | Душан Јанковић | 11. јун 2020.     |
| Дуња је таман решила да каже Тврдом да морају да раскину, али када стигне у кућу изненадиће је посета њених родитеља који имају само речи хавале за будућег зета. Тома покушава да Влади објасни како је пукла љубав између њега и Дуње, али је Влади то непојмљиво. |                    |              |                                                |                |                   |
| 88 | 88                 | Епизода 1.88 | Влада Алексић и Филип Чоловић                  | Душан Јанковић | 12. јун 2020.     |
| Лола је и даље заљубљена у Марка и признаје Миони да је Горица ипак победила. Влада бесни када чује да је Миона преписала своју половину плаца Марку. Сретен предлаже Иви да се препусте сексу, али доживљава фијаско када спроведу предлог у дело. Дуња је таман одлучила да каже Тврдом да раскида, али је у последњем тренутку спречена. |                    |              |                                                |                |                   |